# Barwadih
Barwadih là một census town ở Latehardistrict in the state của Jharkhand, Ấn Độ.

## Geography
Barwadih is located at 23°50′B 84°07′Đ / 23,83°B 84,12°Đ. It has an average elevation of 334 mét (1095 foot).

## Cơ cấu dân số
Theo cuộc điều tra dân số năm 2001 ở Ấn Độ,Ấn Độ Barwadih có dân số 7198 người. Nam giới chiếm 54% và nữ giới chiếm 46% dân số. Barwadih có tỷ lệ biết chữ bình quân 66%, cao hơn mức trung bình quốc gia 59,5%; với 61% đàn ông và 39% phụ nữ biết chữ. 15% dân số dưới 6 tuổi.